# Зённеккен, Фридрих

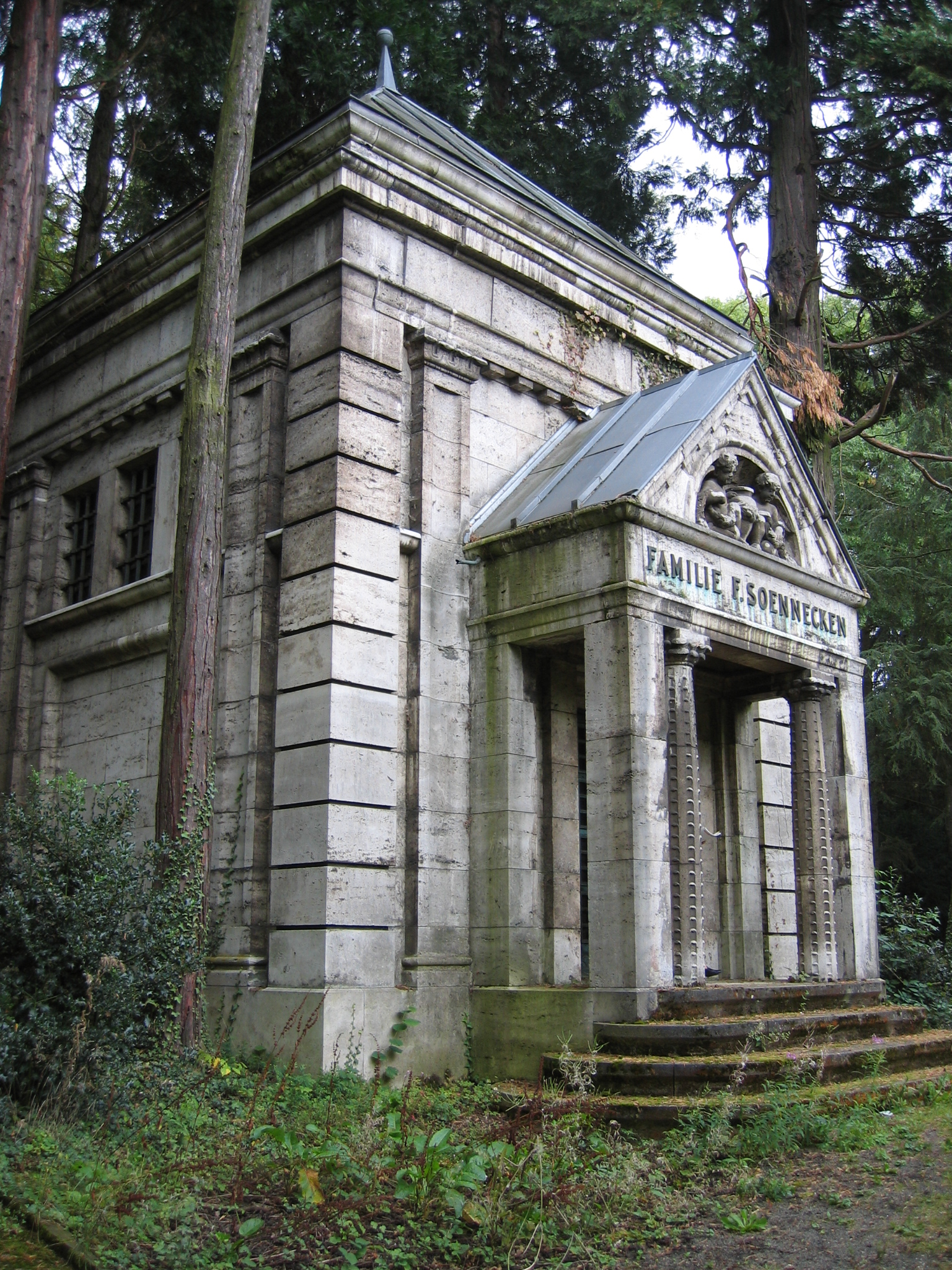
Мавзолей семьи Зённеккен в Боннe

Фридрих Зённеккен (нем. Friedrich Soennecken, 20 сентября 1848 года, Дрёшеде — 2 июля 1919 года, Бонн) — немецкий купец, предприниматель, изобретатель и график.
Основал фирму Soennecken и придумал множество канцелярных принадлежностей. В честь Зённекена названа улица в городе Изерлон.
Самое известное изобретение Зённекена — дырокол.

## Изобретения и разработки

Шрифт «рондо» Зённекена

Ещё будучи учеником он разработал чернильницу с деревянным блоком[чем?] для большей устойчивости. В 1860 году он создал новую модификацию французского шрифта «рондо» (Rundschrift), к тому моменту давно вышедшего из моды благодаря появлению остроконечных стальных перьев. Его шрифт, исполнявшийся ширококонечным стальным пером, набрал популярность в Европе в 1870-е гг., став основным чертёжным шрифтом в России вплоть до введения ОСТ ВКС 7535 в 1934 году.
- школьное перо (Schulfeder III)
- 1886 год - развитие папки, которая стала предшественником современной папки-регистраторa
- изобретение дырокола (14 ноября 1886 года подал заявку на получение патента)
- 1889 - авторучка с золотым пером, химически стойким против кислот